# Rivière Napetipi
Der Rivière Napetipi (französisch; in Québec) oder Napetipi River (englisch; in Neufundland und Labrador) ist ein Zufluss des Sankt-Lorenz-Golfs im Süden der Labrador-Halbinsel in den kanadischen Provinzen Neufundland und Labrador und Québec.

## Flusslauf
Der Rivière Napetipi entspringt südlich des Rivière Saint-Paul in der Teilprovinz Labrador. Er fließt in überwiegend südlicher Richtung durch die MRC Le Golfe-du-Saint-Laurent. Dabei durchfließt er die Seen Lac Jamyn und Lac Napetipi. Schließlich mündet er in das Ende der langgestreckten Bucht Baie Napetipi – 35 km östlich von Saint-Augustin – an der Nordküste des Sankt-Lorenz-Golfs. Der Rivière Napetipi hat eine Länge von 113 km. Sein Einzugsgebiet umfasst 1248 km². Der mittlere Abfluss beträgt 31 m³/s.

## Flussfauna
Im Rivière Napetipi werden Bachsaibling und Atlantischer Lachs gefangen.